# 大海賊 -復讐のカリブ海-
『大海賊』-復讐のカリブ海-（だいかいぞく ふくしゅうのカリブかい）は宝塚歌劇団のミュージカル作品。形式名は「ミュージカル・ロマン」、2001年は20場。
作・演出は中村暁。併演作品は2001年（東京の新人公演は除く）が『ジャズマニア』、2015年が『Amour それは…』、2024年が『Heat on Beat!（ヒートオンビート） －Evolution－』。
2001年は紫吹淳と映美くららのトップコンビお披露目公演。

## 解説
※『宝塚歌劇100年史（舞台編）』の宝塚大劇場公演参考。
時は17世紀後半。イギリスの海賊・エドガーによって殺害されたエミリオは、海賊たちの島に流れ着く。彼は復讐のために自分も海賊になることを決意する。時は流れ、エドガーはジャマイカの新総督となり、妹・エレーヌを使って更なる栄達を目指していた。カリブ海を舞台にダイナミックに繰り広げられる、愛と冒険のミュージカル。

## 公演期間と公演場所
- （宝塚大劇場未公演）
- 2001年8月18日 - 9月24日（新人公演：9月4日）　東京宝塚劇場（月組公演）[1][5]
- 2001年10月27日 - 11月18日　全国ツアー（月組公演）[2]
- 2015年6月12日 - 7月5日　全国ツアー（星組公演）[3]
- 2024年10月22日 - 11月4日　全国ツアー（宙組公演）[4]

### 2001年・全国ツアーの公演日程
- 10月27日（土）・10月28日（日）　市川市文化会館（千葉県）[2]
- 10月31日（水）・11月1日（木）　アクトシティ浜松（静岡県）[2]
- 11月3日（土）　宗像ユリックス（福岡県）[2]
- 11月4日（日）　九州厚生年金会館（福岡県）[2]
- 11月6日（火）　アルカスSASEBO（長崎県）[2]
- 11月7日（水）　長崎ブリックホール[2]
- 11月9日（金）　大分県立総合文化センター[2]
- 11月10日（土）　延岡総合文化センター（宮崎県）[2]
- 11月11日（日）　宮崎市民文化ホール[2]
- 11月13日（火）・11月14日（水）　鹿児島県文化センター[2]
- 11月16日（金）・11月17日（土）　熊本市民会館[2]
- 11月18日（日）　佐賀市文化会館[2]

### 2015年・全国ツアーの公演日程
- 6月12日（金）・6月13日（土）・6月14日（日）　神奈川県民ホール（神奈川県）[3]
- 6月17日（水）　ひたちなか市文化会館（茨城県）[3]
- 6月18日（木）　いわき芸術文化交流館アリオス（福島県）[3]
- 6月20日（土）・6月21日（日）　イズミティ21（宮城県）[3]
- 6月23日（火）　大宮ソニックシティ（埼玉県）[3]
- 6月24日（水）　桐生市市民文化会館（群馬県）[3]
- 6月25日（木）　宇都宮市文化会館（栃木県）[3]
- 6月27日（土）　北九州ソレイユホール（福岡県）[3]
- 6月28日（日）　福岡市民会館（福岡県）[3]
- 6月30日（火）　ひこね市文化プラザ（滋賀県）[3]
- 7月1日（水）　一宮市民会館（愛知県）[3]
- 7月2日（木）　四日市市文化会館（三重県）[3]
- 7月4日（土）・7月5日（日）　梅田芸術劇場・メインホール（大阪府）[3]

### 2024年・全国ツアーの公演日程
- 10月22日（火）・23日（水）・24日（木）　相模女子大学グリーンホール（神奈川県）[7]
- 10月26日（土）　ふくやま芸術文化ホールリーデンローズ（広島県）[7]
- 10月27日（日）　広島文化学園HBGホール[7]
- 10月29日（火）・30日（水）　福岡サンパレスホール[7]
- 11月1日（金）　宮崎市民文化ホール[7]
- 11月3日（日）・4日（月）　宝山ホール（鹿児島県）[7]

## スタッフ（2001年）
※氏名の後ろに「東京」「全国ツアー」の文字がなければ両公演共通。
- 監修：柴田侑宏
- 作曲・編曲：南安雄/西村耕次/鞍富真一
- 音楽指揮：大谷木靖
- 振付：羽山紀代美/芹まちか/若央りさ
- ファイティング・コーティネーター：渥美博
- 装置：大橋泰弘
- 衣装：任田幾英
- 照明：西川佳孝（東京）、株式会社ハートス（全国ツアー）
- 音響：切江勝
- 小道具：石橋清利
- 効果：扇野信夫
- 演技指導：美吉左久子
- 歌唱指導：岡崎亮子
- 演出助手：小柳奈穂子/鈴木圭
- ファイティング助手：亀山ゆうみ
- 装置補：新宮有紀
- 衣装補：河底美由紀
- 小道具補：谷田祥一
- 舞台進行：濱野文宏（東京）、山崎芳雄（全国ツアー）
- 舞台美術製作：株式会社宝塚舞台
- 演奏コーディネート：新音楽協会
- 制作：小野真哉
- 特別協賛：株式会社ヴァーナル
- 演出担当（新人公演）：小柳奈穂子

## 主な配役
※役名の後ろの「（）」は2015年のもの。氏名の後ろの「（）」は当時の所属組。
|                                | 2001年 東京        | 2001年 東京 | 2001年 全国ツアー | 2015年 全国ツアー | 2024年 全国ツアー |
|                                | 本公演             | 新人公演    | 2001年 全国ツアー | 2015年 全国ツアー | 2024年 全国ツアー |
| ------------------------------ | ------------------ | ----------- | ----------------- | ----------------- | ----------------- |
| エミリオ（海賊）               | 紫吹淳             | 大和悠河    | 紫吹淳            | 北翔海莉          | 芹香斗亜          |
| エレーヌ（エドガーの妹）       | 映美くらら         | 叶千佳      | 映美くらら        | 妃海風            | 春乃さくら        |
| エドガー（海賊）               | 湖月わたる（専科） | 北翔海莉    | 大和悠河          | 十輝いりす        | 瑠風輝            |
| キッド（海賊）                 | 伊織直加（専科）   | 遼河はるひ  | 霧矢大夢          | 礼真琴            | 桜木みなと        |
| ラッカム（海賊）               | 立ともみ           | 萌希彩人    | 立ともみ          | 美稀千種          | 松風輝            |
| アン（ラッカムの娘）           | 西條三恵           | 椎名葵      | 花瀬みずか        | 音波みのり        | 天彩峰里          |
| ドクター（海賊）               | 汐美真帆           | 一色瑠加    | 麻真もゆ          | 天寿光希          | 若翔りつ          |
| 聞き耳（海賊）                 | 霧矢大夢           | 紫城るい    | 北翔海莉          | 壱城あずさ        | 真白悠希          |
| フレデリック（エドガーの部下） | 大空祐飛           | 良基天音    | 越乃リュウ        | 十碧れいや        | 泉堂成            |
| ロックウェル（エドガーの部下） | 大和悠河           | 真野すがた  | 月船さらら        | 麻央侑希          | 鷹翔千空          |